# Mobilabium hamatum
Mobilabium hamatum là một loài thực vật có hoa trong họ Lan. Loài này được Rupp mô tả khoa học đầu tiên năm 1946.